# San Miguel Aguacomulican
San Miguel Aguacomulican är en ort i Mexiko.   Den ligger i kommunen Atzitzihuacán och delstaten Puebla, i den sydöstra delen av landet, 90 km sydost om huvudstaden Mexico City. San Miguel Aguacomulican ligger 1 747 meter över havet och antalet invånare är 1 107.
Terrängen runt San Miguel Aguacomulican är kuperad västerut, men österut är den platt. Runt San Miguel Aguacomulican är det ganska glesbefolkat, med 34 invånare per kvadratkilometer. Närmaste större samhälle är Atlixco, 15,3 km nordost om San Miguel Aguacomulican. I omgivningarna runt San Miguel Aguacomulican växer huvudsakligen savannskog.